# Otélé
Otélé est une localité du Cameroun, située dans la région du Centre et le département du Méfou-et-Akono, dans une zone de plateaux, à environ 60 km au sud de la capitale Yaoundé. Elle fait partie de la commune de Ngoumou.

## Population
Lors du recensement de la population (2005), le nombre d'habitants était le suivant :
- Otélé Centre : 302 ;
- Otélé I : 535 ;
- Otélé II : 101.

La plupart sont des Ewondo ou des Bassa.

## Transports

Position d'Otélé sur la ligne de chemin de fer.

Otélé a une gare sur la ligne ferroviaire de Camrail qui va de Douala à Ngaoundéré. Elle est située précisément au kilomètre 188 du Transcamerounais.
Depuis la gare, un autre tronçon ferroviaire rejoint la ville de Mbalmayo.

## Religion
Une mission catholique est y installée. Son « grand séminaire Marie Reine des Apôtres » a notamment accueilli Victor Sartre de 1963 à 1965 ; et plus tard Dieudonné Nzapalainga futur archevêque de Bangui. Depuis 1989, la mission organise la construction de puits d'eau dans la région.

## Personnalités liées à la localité
- Le professeur Achille Mbembe, théoricien du post-colonialisme, est né dans un village proche d'Otélé.
- Le footballeur Joseph Yegba Maya, qui joua à l'Olympique de Marseille, est né à Otélé.